# Altpreußisches Infanterieregiment No. 15 (1806)
Das Infanterieregiment mit der späteren Nummer No. 15 war ein altpreußisches Regiment zu Fuß, das 1688 als Regiment zu Fuß Wylich aus hugenottischen Flüchtlingen gebildet wurde. Ursprünglich in Wesel stationiert, wurde es als Kronprinzenregiment nach Ruppin verlegt. Als König machte es Friedrich II. zum Regiment Garde mit dem I. Bataillon Garde am Standort Potsdam.

## Allgemeine Geschichte
1688 wurde das Regiment nach dem Edikt von Fontainebleau aus französischen Glaubensflüchtlingen zusammengestellt. 1732 erhielt der junge Kronprinz Friedrich das Regiment von seinem Vater zugesprochen. 1733 wurde es nach Ruppin und Nauen verlegt. Am 1. Juni 1740 ernannte der neue König das Regiment zum Regiment Garde, welches das bisherige Königsregiment ablöste. Neue Garnison wurde Potsdam. Das Regiment hatte anders als andere Verbände drei Bataillone. Das I. Bataillon wurde „I. Bataillon Leibgarde“ genannt.

## Persönlichkeiten
Neben Friedrich II. war der prominenteste Angehörige der Dramatiker Heinrich von Kleist. Er trat 1792 in das III. Bataillon ein. Mit dem Regiment nahm er am Rheinfeldzug gegen Frankreich sowie an der Belagerung der ersten bürgerlichen Republik auf deutschem Boden in Mainz teil. 1795 wurde er zum Fähnrich und 1797 zum Leutnant befördert. Wiederholt äußerte er wachsende Zweifel am Soldatendasein und verließ das Regiment im April 1799.

### Regimentskommandeure
| Dienstgrad     | Name                                               | Datum             |
| -------------- | -------------------------------------------------- | ----------------- |
| Oberst         | Markgraf Friedrich Wilhelm von Brandenburg-Schwedt | 23. Juni 1740     |
| Generalmajor   | Prinz Ferdinand von Braunschweig                   | Dezember 1744     |
| Generalmajor   | Johann Ludwig von Ingersleben                      | 7. Juni 1755      |
| Oberst         | Friedrich Bogislav von Tauentzien                  | 27. November 1757 |
| Oberst         | Prinz Friedrich Wilhelm von Preußen                | 25. Juni 1763     |
| Oberst         | Johann Christoph von Billerbeck                    | 24. April 1764    |
| Oberst         | Otto Heinrich von Laxdehnen                        | 22. November 1765 |
| Major          | Ernst Gottlob von Scheelen                         | 6. Februar 1773   |
| Major          | Franz Georg Gneomar von Kunitzky                   | 10. August 1786   |
| Oberstleutnant | Friedrich von Ingersleben                          | 9. Januar 1793    |
| Oberst         | Karl Friedrich von Hirschfeld                      | 19. Januar 1798   |

| Dienstgrad         | Name                                                                                                | Datum                                                          |
| ------------------ | --------------------------------------------------------------------------------------------------- | -------------------------------------------------------------- |
| Oberst,            | Asmus Ehrenreich von Bredow                                                                         | 23. Juni 1740 erhielt das Regiment Nr. 33                      |
| Oberst             | Felix Bogislaw von Schwerin, starb am 7. Juni 1745 infolge Verwundung bei Hohenfriedeberg           | 23. Oktober 1743                                               |
| Oberst             | Kaspar Ernst von Schultze, erhielt das Regiment Nr. 29                                              | 11. Juni 1745                                                  |
| Oberst             | Dietrich Richard von Meyerinck, erhielt das Regiment Nr. 26                                         | 22. April 1747                                                 |
| Oberstleutnant     | Christoph Moritz von Beschwitz (Nr. 2. Bataillon) (1696–1769)                                       | 24. August 1749 (2. Bataillon)                                 |
| Oberst             | Samuel Christoph von Meseberg (1703–1781)                                                           | 24. August 1749 – 3. März 1754 (Nr. 3. Bataillon) danach beide |
| Oberst             | Freiherr Karl Ferdinand von Hagen genannt Geist, erhielt das Regiment Nr. 8                         | 18. Juli 1756                                                  |
| Oberst             | Friedrich Christoph von Saldern, erhielt das Regiment Nr. 6                                         | 12. Mai 1757                                                   |
| Major              | Wichard Joachim Heinrich von Möllendorff, erhielt das Regiment Nr. 39                               | 05. Februar 1760                                               |
| Oberst             | Julius Adolf Friedrich Treusch von Buttlar                                                          | 07. Mai 1771                                                   |
| Oberst             | Friedrich Wilhelm von Rohdich, erhielt das Regiment Nr. 6                                           | 10. Oktober 1776                                               |
| Oberst             | Wilhelm Magnus von Brünneck, erhielt das Regiment Nr. 36                                            | 17. Juni 1779                                                  |
| Oberstlieutenant   | Friedrich Friedrich Adrian Dietrich von Roeder, erhielt das Regiment Nr. 6.                         | 05. April 1785                                                 |
| Oberst             | Friedrich Wilhelm Felix von Schwerin                                                                | 29. Januar 1796                                                |
| Oberst             | Ludolf August Friedrich von Alvensleben, erhielt das Regiment Nr. 33.                               | 09. September 1800                                             |
| Major              | Johann Ferdinand von Frankenberg – Kommandeur en chef des Regiments der Garde († 21. November 1827) | 05. Januar 1805                                                |
| General-Lieutenant | Ernst von Rüchel, bisher Chef des Regiments. Nr. 30, erhielt 1805 das Regiment Nr. 2.               | 13. Januar 1798                                                |

## Verbleib und Nachfolge
Das Regiment wurde als Regiment zu Fuß von Hirschfeld No. 15 am 28. Oktober 1806 durch die Kapitulation bei Prenzlau aufgelöst.

## Uniform, Ausrüstung
Bis zur Mitte des 18. Jahrhunderts bestand die Regimentsuniform aus einer blauen Uniformjacke mit roten Ärmelaufschlägen. Das I. Bataillon Leibgarde trug opulente silberne Schleifen auf der Brust. Die Mütze der Flügelgrenadiere war rot und hatte einen Silbermessingbeschlag mit weiß-rotem Pompon. Die Regimentsfahne war silber-weiß gestreift. Das II. und III. Bataillon hatte weniger schmuckvolle Uniformen, mit roten Rabatten und kleineren silbernen Schleifen. Alle Mannschaftsdienstgrade wurden Grenadiere genannt, obwohl nur die Flügelgrenadiere und das gesamte III. Bataillon Grenadiermützen trugen. Diese wiederum waren gelb.